# Jaroslav Šifer
Jaroslav Šifer ili Schiffer (Zagreb, 12. kolovoza 1895. – Zagreb, 29. studenog 1982.), nogometaš i jedan od osnivača zagrebačkog Građanskog, po zanimanju stolar. Dobitnik specijalne zlatne plakete Jugoslavenskog nogometnog saveza. 

## Nogometna karijera
Postigao je prvi povijesni pogodak za Građanski na prvoj povijesnoj utakmici kluba 21. svibnja 1911. godine protiv rezervne momčadi HAŠK-a (1:5). Bio je obrambeni igrač, oštar u startu s odličnim postavljanjem. Jedan je od najboljih hrvatskih braniča između dva svjetska rata. Za jugoslavensku reprezentaciju odigrao je 6 utakmica i postigao jedan pogodak. Nastupio je na Olimpijskim igrama 1920. godine. S Građanskim je osvojio naslov prvaka Kraljevine SHS 1923. godine, te jedno prvenstvo Zagreba, 4 prventva Zagrebačkog nogometnog podsaveza i jedan kup ZNP-a. Bio je jedan od najboljih igrača Građanskog prilikom gostovanja u Španjolskoj 1922. i 1923. godine. Za Zagrebačku reprezentaciju od 1920. do 1923. godine odigrao je 15 utakmica.

## Stolar
Za vrijeme Prvog svjetskog rata radio je u Beču u tvornici aviona, te igrao za bečki WAC. Nogomet je napustio u 29. godini zbog unosnog posla. Imao je stolarsku radionicu i bavio se gradnjom unutrašnjosti ratnog broda “Hvar“. 

## Zanimljivo
Izveo je prvi jedanaesterac za jugoslavensku reprezentaciju 8. lipnja 1922. godine (Jugoslavija – Rumunjska 1:2).
Jaroslav Šifer je pokopan s Dinamovim dresom i kopačkama 1982. godine.